# キーバンク・センター
キーバンク・センターはニューヨーク州バッファローのダウンタウンにある屋内競技場。

## 概要
完成は1996年。命名権取得は後のHSBCになったマリン・ミッドランド銀行であった。その後2011年にファースト・ナイアガラ・フィナンシャルグループが15年契約でファースト・ナイアガラ・センターとなった。しかし2015年、キーバンクはファースト・ナイアガラに買収したことから、2016年9月19日付をもってキーバンク・センターに変更することを決定。NHLのバッファロー・セイバーズの本拠地として使用されている他、2008年1月にはNFLの本拠地としても使用されているラルフ・ウィルソン・スタジアムでNHLウィンター・クラシックが開催された。また、コンサートや、プロレスのWWEが開催されている他、ラクロス、アリーナフットボールの試合も行われている。

## ジャンボトロン落下事故
1996年11月16日、試合前にソニー製のジャンボトロンが突然落下した。負傷者が出なかったものの、試合は延期された。

## 外部サイト
- 公式ウェブサイト
- KeyBank Center Seating Chart